# リトルダイオミード島

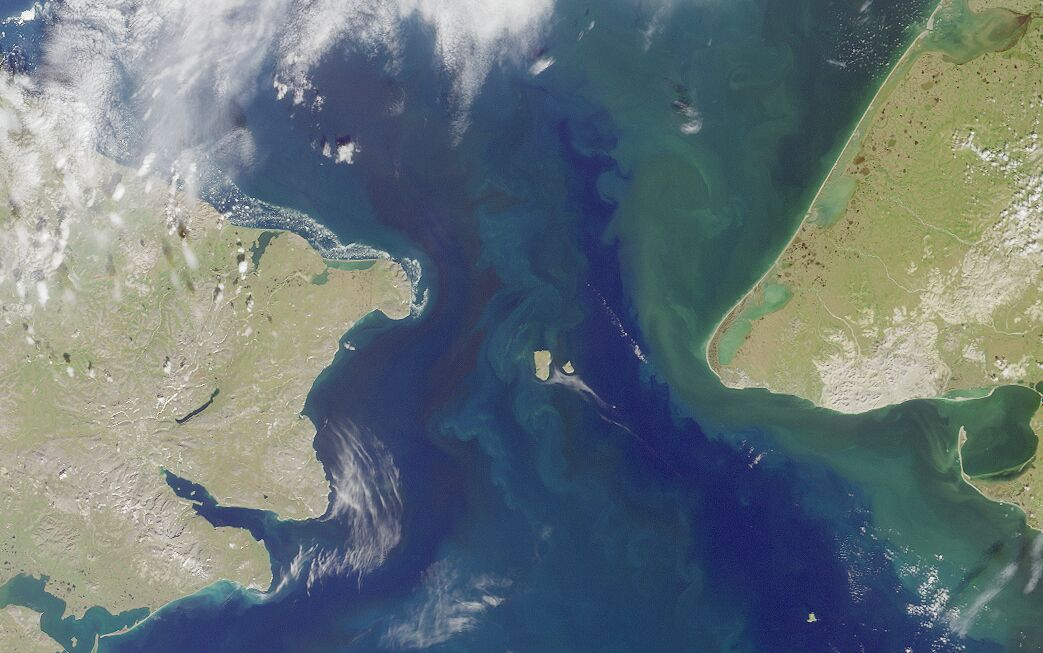
ベーリング海峡の衛星写真。写真左のロシア・チュクチ半島デジニョフ岬と、右のアメリカ・スワード半島プリンスオブウェールズ岬との距離約82kmの中間付近にダイオミード諸島が位置する。

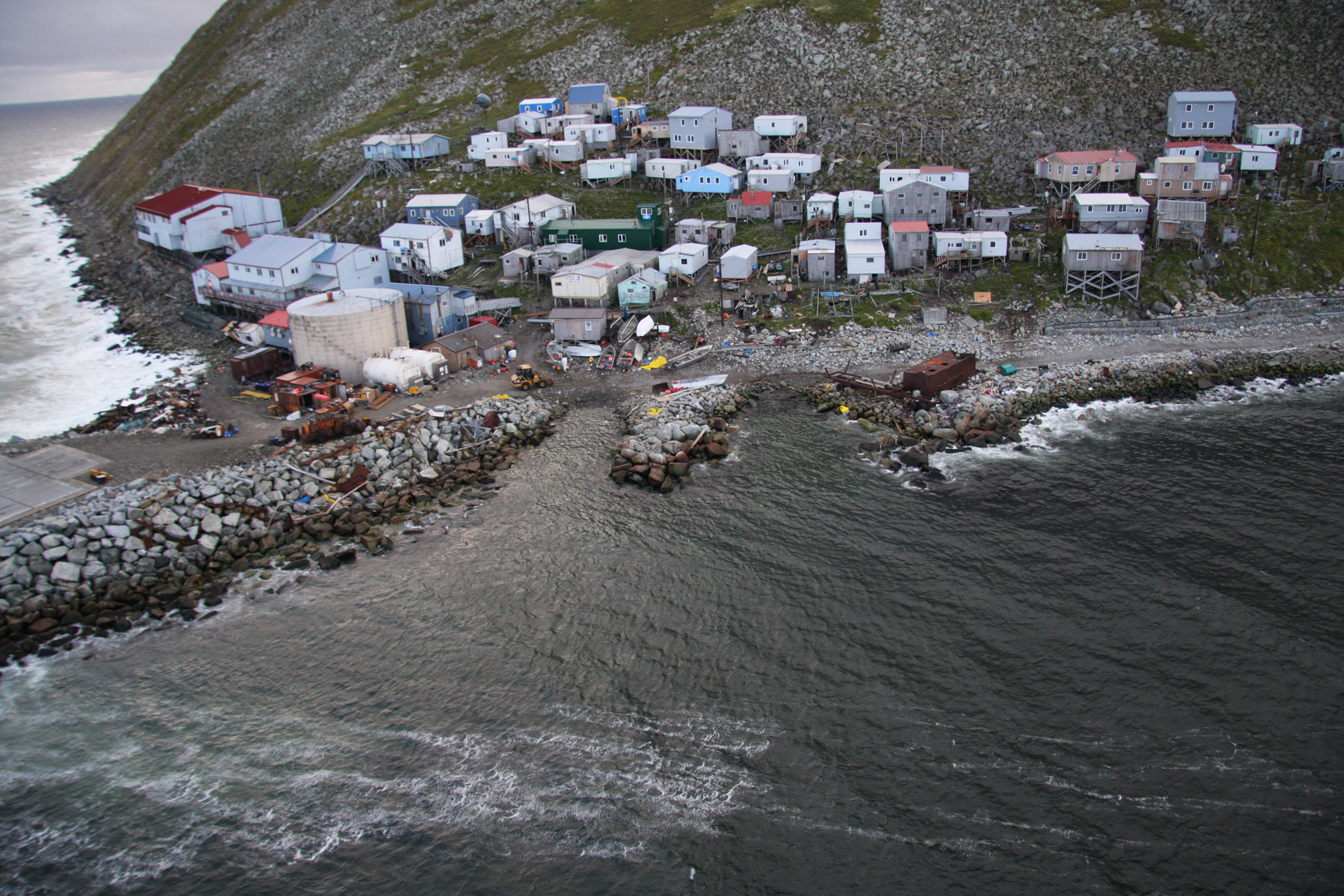
ダイオミード村落

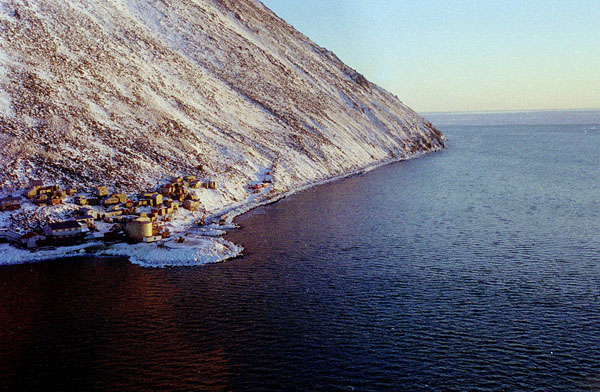
ダイオミード村落遠景

リトルダイオミード島（英語: Little Diomede Island）は、アメリカ合衆国アラスカ州に属する島である。ロシア名は海軍提督で探検家のアーダム・ヨハン・フォン・クルーゼンシュテルンにちなむクルーゼンシュテルン島（ロシア語: Остров Крузенштерна）。イナリク島（イヌピアック語: Iŋaliq）ともいい、イヌピアック語で「もう一つのもの」、「向こうのもの」を意味する。国際日付変更線の東側に位置することから、昨日島（英語: Yesterday Island）とも呼ばれる。
ロシア極東本土とアメリカ・アラスカ本土の間に位置するベーリング海峡の中間付近に大小2島からなるダイオミード諸島がある。東側の小さな島がアメリカのリトルダイオミード島で、西側の大きな島はロシアのラトマノフ島（ビッグダイオミード島）である。両島の距離約3.75km（2.33マイル）であり、その間に、ロシアとアメリカの国境線および国際日付変更線が引かれている。軍隊と気象観測隊が駐在するロシア・ラトマノフ島とは異なり、アメリカ・リトルダイオメード島には先住民のみが居住する。
2010年の国勢調査によると、リトルダイオミード島には110人の人口があり、ピーク時1990年の178人よりも人口減少傾向にある。この島全土がダイオミード市に属する。島は非自治郡に属するので、一部の住民サービスはアラスカ州が直接提供している。国勢調査では、ノーム国勢統計区に位置づけられる。冷戦中、ラトマノフ島とリトルダイオミード島の間にある、アメリカとソ連の間の国境の領域は、「氷のカーテン」として知られるようになった。しかし、1987年、リン・コックスは、リトルダイオミード島から、ラトマノフ島まで泳ぎ、ミハイル・ゴルバチョフとロナルド・レーガンから共同で祝福された。
コメディアンのマイケル・ペイリンが環太平洋諸国を横断するBBCのドキュメンタリーシリーズ、マイケル・ペイリンの太平洋一周の最初のエピソードで、この島は取材された。

## 地理
アメリカ国勢調査局によると、島の総面積は2.8平方マイル（7.3km2）、島の西岸にダイオミード村落がある。
島はアラスカ本土より25キロメートル西方のベーリング海峡の中に位置し、島の西方僅か0.6キロメートル先には国際日付変更線が走り、3.9キロメートル先にはロシア領のラトマノフ島がある。島の最高地点は海抜494メートルであり、島の西岸の途中、集落から約2.5キロメートルに位置し、ラトマノフ島を望む。島にはダイオミード・ヘリポートがあり、定期運航が行われている。
冬季は医療品や重要物資を届けるブッシュ・プレーン（未開地用汎用飛行機）着陸のため島民は厚い氷床を削って滑走路を作っている。その滑走路はその年の氷床の状態によって毎年その位置が変更されている。

## 気候
夏季の平均気温は4〜10℃（40〜50℉）。冬季の平均気温は-12〜-14℃（10〜6℉）。年間の平均降水量は250mm。年間の平均降雪量は76cm。
夏季の数か月は曇天と霧に覆われる。平均15ノット（約8m/s）の北からの卓越風が吹いており、最大瞬間風速は27〜36m/sにも達する。
ベーリング海峡は12月中旬から7月中旬まで海氷に覆われる。

## 地質
島の地質は、主に白亜紀花崗岩と石英モンゾニ岩で構成されている。
村落がある場所は、海岸まで続く切り立った断崖を持っていない唯一の地域であり、村落の背後を含む島全体がおよそ斜度40度を超える岩の斜面に囲まれているが、島の上部は海抜350〜363ｍあり比較的平坦である。
島の植生は極めて貧弱である。